# Blekinge län
För andra betydelser av Blekinge och Blekinge län, se Blekinge (olika betydelser).

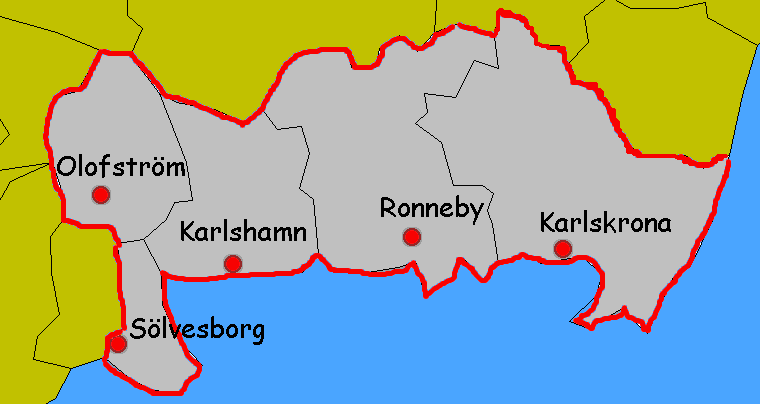
Blekinges kommuner

Blekinge län är ett av Sveriges län, beläget i sydöstra Götaland och vars residensstad är Karlskrona.
Blekinge läns valkrets utgör valkrets vid riksdagsval i Sverige.

## Historia
Efter att ha tillfallit Sverige år 1658 stod Blekinge under Kristianstads län fram till år 1680 då det förenades med Kalmar län. År 1683 upprättades emellertid Blekinge län, vilket har bestått oavbrutet sedan dess.

## Geografi
Blekinge län är geografiskt identiskt med landskapet Blekinge och är landets till ytan minsta län och efter Gotlands län det län med minst antal kommuner. Det gränsar i norr till  Kronobergs och Kalmar län, i väster till Skåne län och i söder och öster till Östersjön och innefattar fem kommuner.

### Naturskydd
I Blekinge län finns naturreservaten Utklippan, 
Tallet och Hallarum.

## Styre och politik

### Politiska majoriteter i Blekinge län
| - Region Blekinge: sd+m+kd - Karlshamn: sd+m - Karlskrona: sd+m+kd+l - Olofström: s +c - Ronneby: s+m - Sölvesborg: s+m+SoL | - Regionstyrelsens ordförande: Robert Lind’en (sd) - Kommunstyrelsens ordförande: Magnus Gärdebring (m) - Kommunstyrelsens ordförande: Emma Swahn-Nilsson (m ) - Kommunstyrelsens ordförande: Morgan Bengtsson (s) - Kommunstyrelsens ordförande: Ola Robertsson (s) - Kommunstyrelsens ordförande: Birgit Birgersson (s) | - Oppositionsråd: Christina Mattisson (s) - Oppositionsråd: Ida Lapell (s) - Oppositionsråd: Sandra Bizozzero (s) - Oppositionsråd: - Oppositionsråd: - Oppositionsråd: |

## Ekonomi och infrastruktur

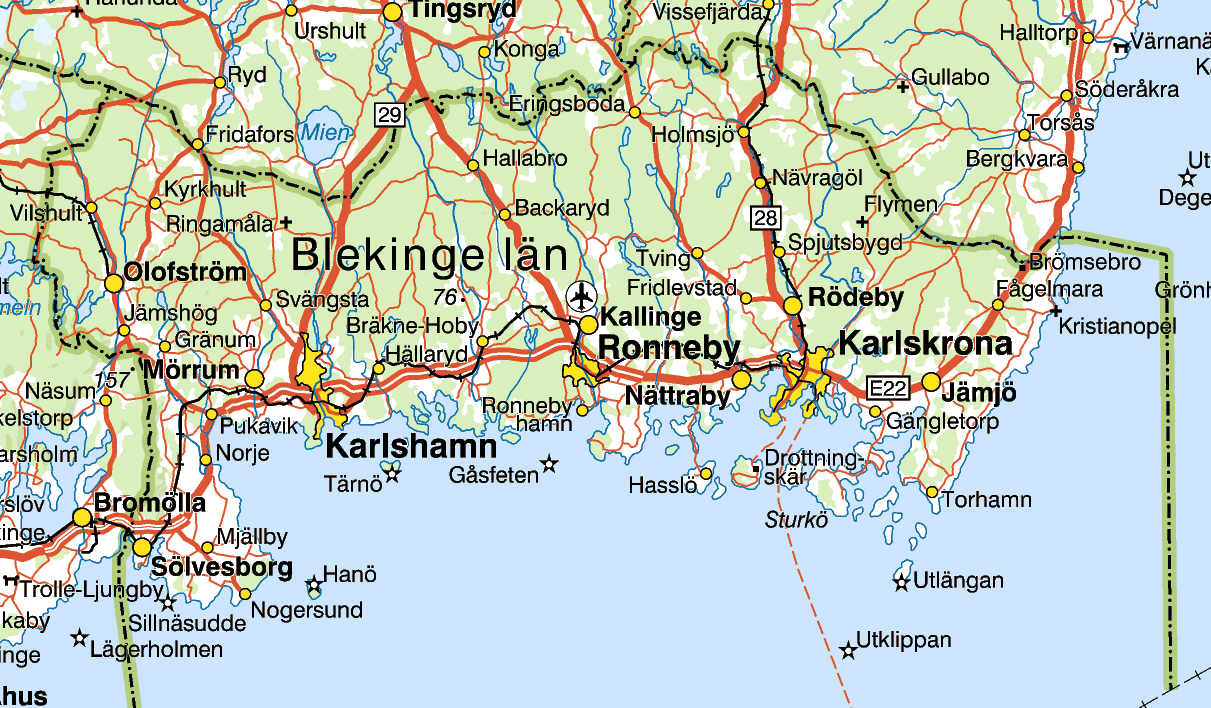
De flesta större orterna i Blekinge län ligger vid kusten i söder och är förbundna via järnvägen (svart linje) och E22 (röd, dubbel/enkel linje).

### Näringsliv
Näringslivet i länet har sedan 1990-talets slut haft problem, vilket lett till ökad arbetslöshet. Först på senare år har större satsningar gjorts inom den högre utbildningen, bland annat genom 1989 års högskolebildande (idag Blekinge tekniska högskola).

#### Jord-, skogsbruk och näringsliv
Jord- och skogsbruk sysselsätter numera cirka 2 procent av arbetskraften, och 8 procent av landarealen upptas av åkermark. Listerlandet i sydväst och Ramdalaslätten i sydost är länets två större jordbruksbygder, och på Listerlandet finns även en större uppfödning av mink. Blekinge län har Sveriges näst största (efter Skåne län) odling av potatis för produktion av stärkelse. Cirka 15 procent av landets yrkesfiskare verkar i länet.

#### Industri
Tillverkningsindustrin står för en knapp femtedel av sysselsättningen i Blekinge län. Det handlar främst om filialer till internationella storföretag. Exempel på verksamma företag inom verkstadsindustrin är Volvo Personvagnar AB (karosser) i Olofström, SAAB Kockums (fartygsproduktion), Ericsson AB (system, produkter och tjänster), NKT (alla tre i Karlskrona). Abu Garcia AB tillverkar sportfiskeutrustning i Svängsta och Flextronics International Sweden AB arbetar med elektronik och telekommunikation i Ronneby.
2/3 av länets yta täcks av skog. Bland skogsindustriföretagen i länet finns Södra Cell AB (massatillverkning vid Mörrums bruk) och Cascades Djupafors AB (kartongtillverkning) i Ronneby kommun. I Ronneby tillverkar Tarkett AB plastgolv, och fram till 2002 verkade Carlshamn Mejeri som margarin- och glasstillverkare i Karlshamn. Ifö Sanitär AB tillverkar duschkabiner, badkar och diskbänkar (i Karlshamns kommun).

#### Tjänster och turism
Inom tjänstesektorn är TNS Sifo AB (marknadsundersökningar) i Ronneby och mobiloperatören Telenor Sverige AB i Karlskrona stora arbetsgivare. Svenska försvaret är viktigt för sysselsättningen i både Karlskrona och Ronneby.

### Infrastruktur

#### Transporter
Blekinge län är tättbefolkat och har ett relativt gott utbyggt nät av vägar. Den viktigaste vägen är Europaväg 22, som löper längs med syd- och östkusten och binder samman ett antal större tätorter.
I öst-västlig riktning löper Blekinge kustbana genom länet, och från Karlskrona finns järnvägsförbindelse norrut via Emmaboda och Alvesta.
En större flygplats finns i Kallinge nära Ronneby, med dagliga flygningar till Stockholm. Färjeförbindelse finns mellan Karlskrona och Gdynia i Polen, Karlshamn och Klaipėda i Litauen. Karlshamn är länets viktigaste godshamn.

## Kultur

### Traditioner

#### Kultursymboler och viktiga personligheter
Länsvapnets blasonering: I blått fält en ek med tre kronor uppträdda på stammen, allt av guld.
Eftersom landskap och län helt sammanfaller har länsstyrelsen sedan gammalt använt Blekinges landskapsvapen och detta bruk fastställdes också 1944. Registrerat i PRV sedan 1974.

## Befolkning

### Demografi

#### Tätorter
De tio största tätorterna i länet enligt Statistiska centralbyråns tätortsavgränsning den 31 december 2015:
| Nr | Tätort     | Folkmängd (31 december 2018) |
| -- | ---------- | ---------------------------- |
| 1  | Karlskrona | 37 165                       |
| 2  | Karlshamn  | 20 387                       |
| 3  | Ronneby    | 13 082                       |
| 4  | Sölvesborg | 9 052                        |
| 5  | Olofström  | 7 816                        |
| 6  | Kallinge   | 4 983                        |
| 7  | Mörrum     | 4 024                        |
| 8  | Rödeby     | 3 552                        |
| 9  | Nättraby   | 3 313                        |
| 10 | Jämjö      | 2 659                        |

Residensstaden är i fet stil.

#### Befolkningsutveckling
Befolkningen är stabil och har legat på drygt 150 000 sedan 1960-talet
| Befolkningsutvecklingen i Blekinge län 1970–2024                                                                          | Befolkningsutvecklingen i Blekinge län 1970–2024 | Befolkningsutvecklingen i Blekinge län 1970–2024 | Befolkningsutvecklingen i Blekinge län 1970–2024 | Befolkningsutvecklingen i Blekinge län 1970–2024 |
| --- | ------------------------------------------------ | ------------------------------------------------ | ------------------------------------------------ | ------------------------------------------------ |
| |                                                  |                                                  |                                                  |                                                  |
| År |                                                  |                                                  | Invånare                                         |                                                  |
| 1970 | 1970                                             |                                                  | 153 585                                          | 153 585                                          |
| 1975 | 1975                                             |                                                  | 155 336                                          | 155 336                                          |
| 1980 | 1980                                             |                                                  | 153 542                                          | 153 542                                          |
| 1985 | 1985                                             |                                                  | 150 959                                          | 150 959                                          |
| 1990 | 1990                                             |                                                  | 150 564                                          | 150 564                                          |
| 1995 | 1995                                             |                                                  | 152 737                                          | 152 737                                          |
| 2000 | 2000                                             |                                                  | 150 392                                          | 150 392                                          |
| 2005 | 2005                                             |                                                  | 150 696                                          | 150 696                                          |
| 2010 | 2010                                             |                                                  | 153 227                                          | 153 227                                          |
| 2015 | 2015                                             |                                                  | 156 253                                          | 156 253                                          |
| 2020 | 2020                                             |                                                  | 159 056                                          | 159 056                                          |
| 2024 | 2024                                             |                                                  | 157 223                                          | 157 223                                          |
| Källa: Statistiska centralbyrån: Statistikdatabasen, Folkmängden efter region, civilstånd, ålder och kön. År 1968 - 2014. |                                                  |                                                  |                                                  |                                                  |

#### Migration
Den 31 december 2014 utgjorde antalet invånare med utländsk bakgrund (utrikes födda personer samt inrikes födda med två utrikes födda föräldrar) 22 771, eller 14,77 % av befolkningen (hela befolkningen: 154 157 den 31 december 2014). Den 31 december 2002 utgjorde antalet invånare med utländsk bakgrund enligt samma definition 13 558, eller 9,05 % av befolkningen (hela befolkningen: 149 875 den 31 december 2002).
Den 31 december 2014 utgjorde folkmängden i Blekinge län 154 157 personer. Av dessa var 18 720 personer (12,1 %) födda i ett annat land än Sverige. I denna tabell har de nordiska länderna samt de 12 länder med flest antal utrikes födda (i hela riket) tagits med. En person som inte kommer från något av de här 17 länderna har istället av Statistiska centralbyrån förts till den världsdel som deras födelseland tillhör.
| Födelseland      | Födelseland                       | Födelseland |
| ---------------- | --------------------------------- | ----------- |
| 31 december 2014 |                                   |             |
| 1                | Sverige                           | 135 437     |
| 2                | Europeiska unionen: Övriga länder | 2 139       |
| 3                | Asien: Övriga länder              | 2 102       |
| 4                | Syrien                            | 1 543       |
| 5                | Polen                             | 1 486       |
| 6                | / SFR Jugoslavien/FR Jugoslavien  | 1 413       |
| 7                | Finland                           | 1 382       |
| 8                | Irak                              | 1 171       |
| 9                | Bosnien och Hercegovina           | 1 033       |
| 10               | Europa utom EU: Övriga länder     | 943         |
| 11               | Tyskland                          | 785         |
| 12               | Danmark                           | 696         |
| 13               | Afrika: Övriga länder             | 629         |
| 14               | Afghanistan                       | 567         |
| 15               | Thailand                          | 501         |
| 16               | Sydamerika                        | 379         |
| 17               | Norge                             | 359         |
| 18               | Kina                              | 351         |
| 19               | Iran                              | 343         |
| 20               | Nordamerika                       | 302         |
| 20               | Somalia                           | 302         |
| 22               | Turkiet                           | 143         |
| 23               | Island                            | 73          |
| 24               | Oceanien                          | 44          |
| 25               | Sovjetunionen                     | 25          |
| 6                | Okänt födelseland                 | 9           |

### Språk
för språk, se Blekinge#¤Språk